# Kolentip

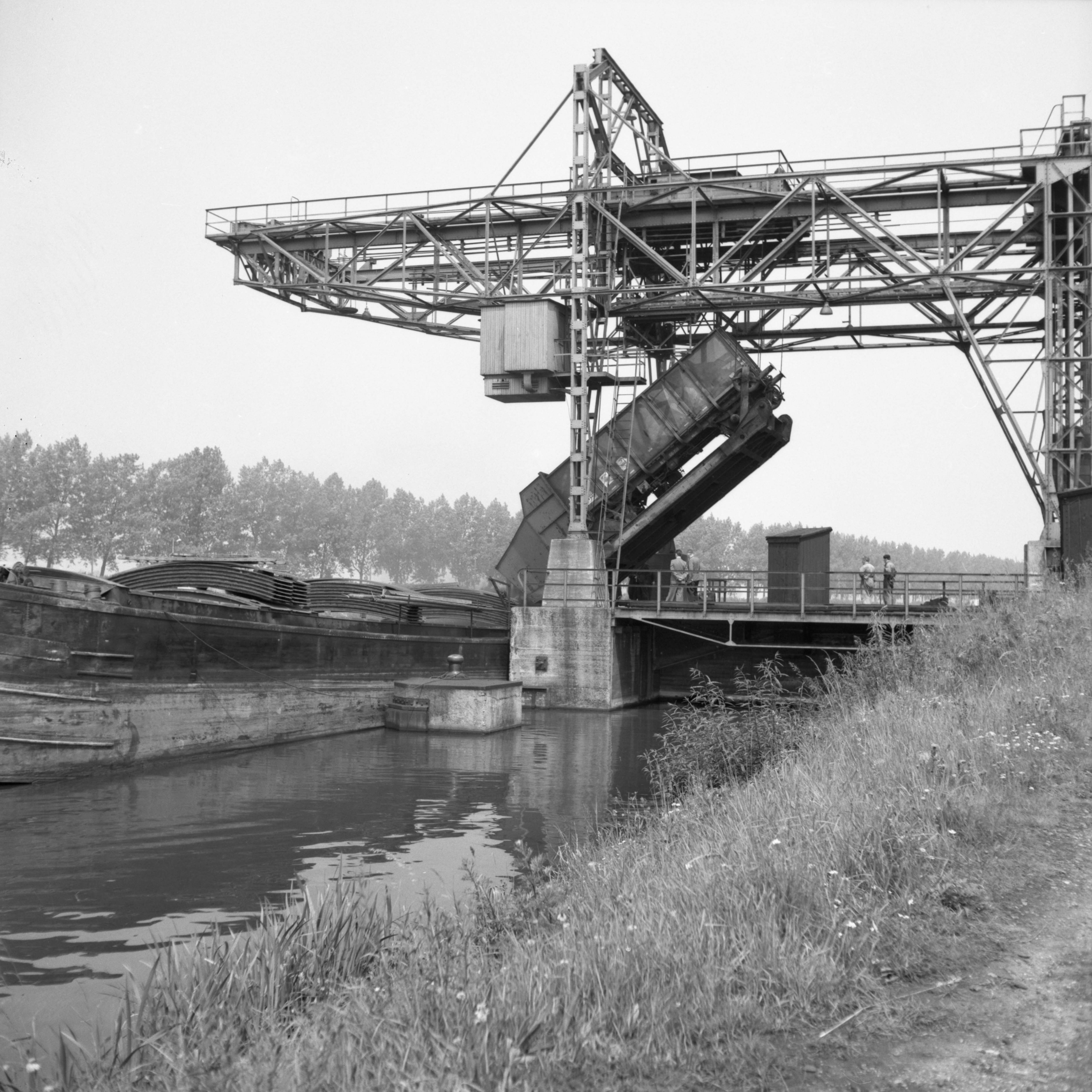
Een kolentip in bedrijf in Born

Een kolentip is een installatie om de lading van een kolenwagon in één keer in een schip te lossen.

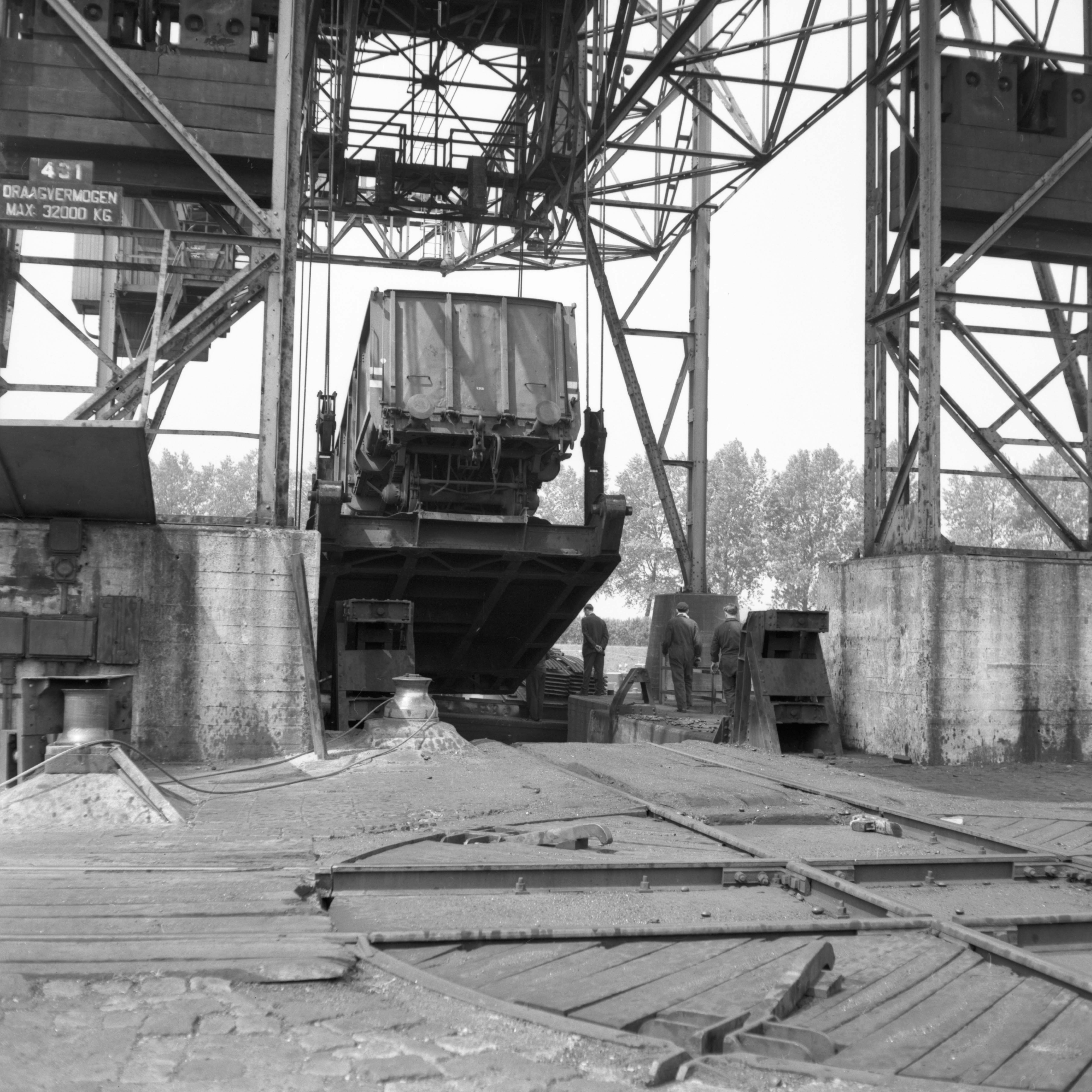
Een wagon bevindt zich in de kolentip. Op de voorgrond de draaischijf.

## Werking
De kolentip staat aan de kade. Een schip wordt zo aangemeerd dat het ruim zich bij de kolentip bevindt. Een wagon met steenkool of cokes wordt via een havenspoorlijn op de draaischijf voor de kolentip gereden. De schijf draait een kwartslag en met kaapstanders wordt de wagon van de draaischijf getrokken. De wagon wordt gewogen, betreedt de kolentip, en wordt met haken en ketting vastgemaakt. Vervolgens wordt de wagon een stuk geheven met behulp van een takel en een contragewicht. Hij wordt in de lengterichting gekanteld tot een hoek van 45 graden. De kopschotten worden geopend, zodat de inhoud van de wagon via een stortgoot direct in het ruim van het schip stort. De wagon wordt vervolgens weer op kadeniveau gebracht en verlaat de kolentip over hetzelfde spoor.

## De vijf kolentips in dehaven van Rotterdam
In Nederland werd de kolentip in 1887 geïntroduceerd aan de Rotterdamse Binnenhaven door de Gemeentelijke Handelsinrichtingen. Deze eerste kolentip op het Europese vasteland was 22 meter hoog en was gebouwd in Newcastle door het bedrijf Armstrong. Deze tip werd verhuurd aan verladers en loste ongeveer veertig wagons per werkdag met toentertijd tien ton lading per wagon. In deze beginjaren was de losduur van een wagon vijf minuten, maar er was ook tijd nodig om een schip bij de kolentip te leggen en de kolen te spreiden over het laadruim. Het ging hier voornamelijk om cokes uit het Ruhrgebied, maar ook om steenkool uit dit steenkoolbekken. In respectievelijk 1886 en 1895 lieten de Gemeentelijke Handelsinrichtingen aan de oostkade van dezelfde haven nog twee kolentips bouwen. In de eerste decennia werden de kolentips, net zoals veel andere haveninstallaties, met water aangedreven. Het water werd met stoommachines tot een druk van 50 atmosfeer gebracht. Hierna kwam elektriciteit beschikbaar om kolentips aan te drijven. Op 7 december 1900 kwam aan de Spoorweghaven nog een hydraulische kolentip in bedrijf van de Staatsspoorwegen voor de overslag naar binnenvaartschepen. Het tijdperk van de hydraulische aandrijving liep toen al ten einde, want in datzelfde jaar kwam er aan het Tweede Katendrechtse Hoofd een elektrische kolentip van de Gemeentelijke Handelsinrichtingen gereed. Deze had vier elektromotoren en was de eerste elektrische kolentip ter wereld. 

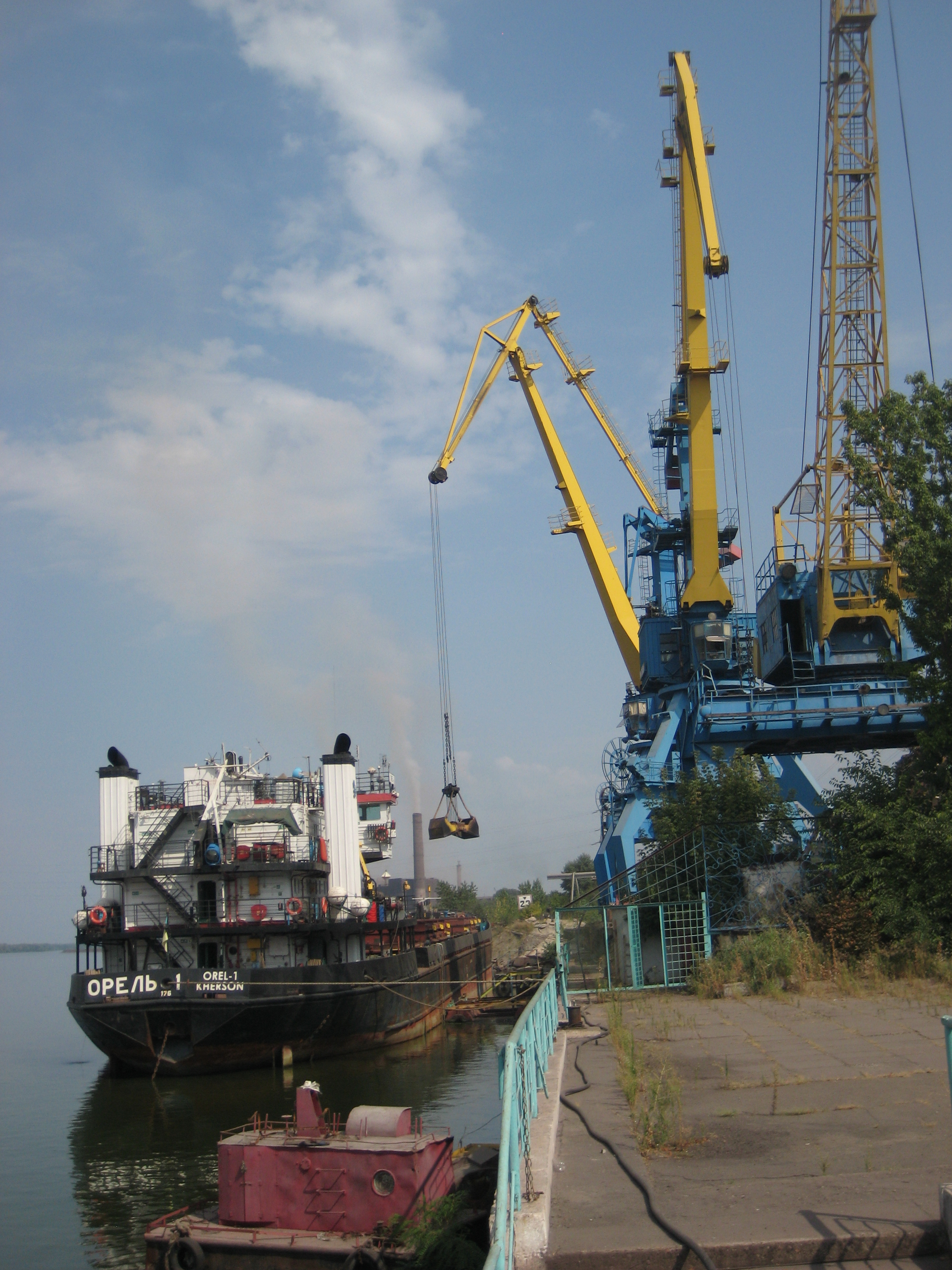
De brugkraan met grijper heeft de kolentip verdrongen.

 Na 1904 nam de overslag op de drie Rotterdamse kolentips af. Dit kwam door de komst van de brugkranen met grijper en doordat de binnenvaart op de Rijn marktaandeel won in het kolen- en cokesvervoer tussen Duitsland en Nederland ten koste van het spoorvervoer. De kolentips uit 1887 en 1895 aan de Binnenhaven werden nog wel omgebouwd tot elektrische kolentips. Ook de Holland-Amerika Lijn had een kolentip om zijn schepen van brandstof te voorzien. Rond 1946 werd kolentip aan de Spoorweghaven gesloopt. De andere vier kolentips waren in 1950 ook verdwenen.

## De vier kolentips in dehaven van Amsterdam, Delfzijl en Vlissingen
Vanaf 1890 was er aan de Amsterdamse Handelskade in de Rietlanden een kolentip. Deze werd door de Hollandsche IJzeren Spoorweg-Maatschappij gebruikt. In topjaren werd hier gemiddeld één schip per werk bevracht. Deze hydraulische kolentip heeft tot 1921 dienstgedaan en is twee jaar later afgebroken en verkocht door de nieuwe eigenaar Nederlandse Spoorwegen. In 1926 kwam een elektrische kolentip klaar aan de Amsterdamse Borneokade. Hier werden onder andere cokes uit cokesfabrieken Maurits en Emma met een kolentip op zeeschepen geladen voor de export. De kolentip was van havenbedrijf De Rietlanden. Dit bedrijf was in 1925 opgericht als dochter van de Staatsmijnen. In 1960 was deze Amsterdamse kolentip nog in gebruik. 
Ook de haven van Delfzijl had vanaf 1892 een kolentip van de Staatsspoorwegen. Deze was acht jaar ouder dan de kolentip in de Spoorweghaven in Rotterdam. In 1901 kreeg de haven van Emden echter een moderne elektrische kolentip voor de overslag vanuit het Ruhrgebied en ging het vervoer via Delfzijl verloren. Ten slotte is ook in de haven van Vlissingen is een kolentip geweest.

## De drie kolentips in Maasbracht en Born

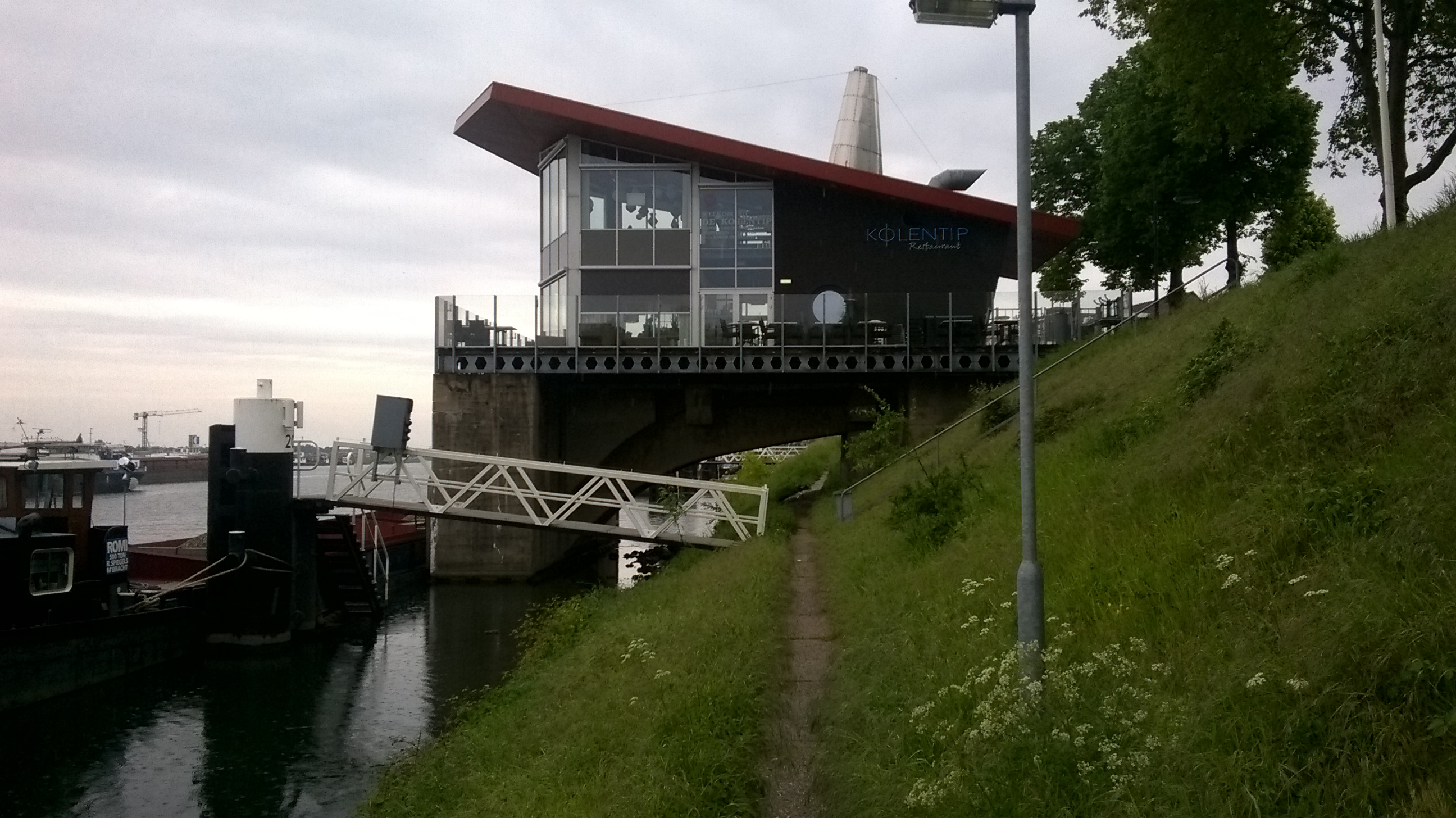
Restaurant de Kolentip met oorspronkelijk onderstel.

In 1929 kwam ook in de haven van Maasbracht een kolentip gereed. Deze was eigendom van het Rijkskolentipbedrijf. De steenkool werd vanuit het Zuid-Limburgs steenkoolbekken per trein vervoerd naar station Echt. Vanaf daar kwamen dezelfde spoorwagons met steenkool via een zijtak op de Tramlijn Roermond – Echt – Born – Sittard. Van hieruit gingen de wagons over de tramlijn naar de haven van Maasbracht. Ook hier werd getipt. Op het betonnen onderstel van de kolentip bevindt zich tegenwoordig het restaurant ‘De Kolentip’. Ook de huidige straatnaam Tipstraat aan de haven van Maasbracht herinnert nog aan deze installatie. 

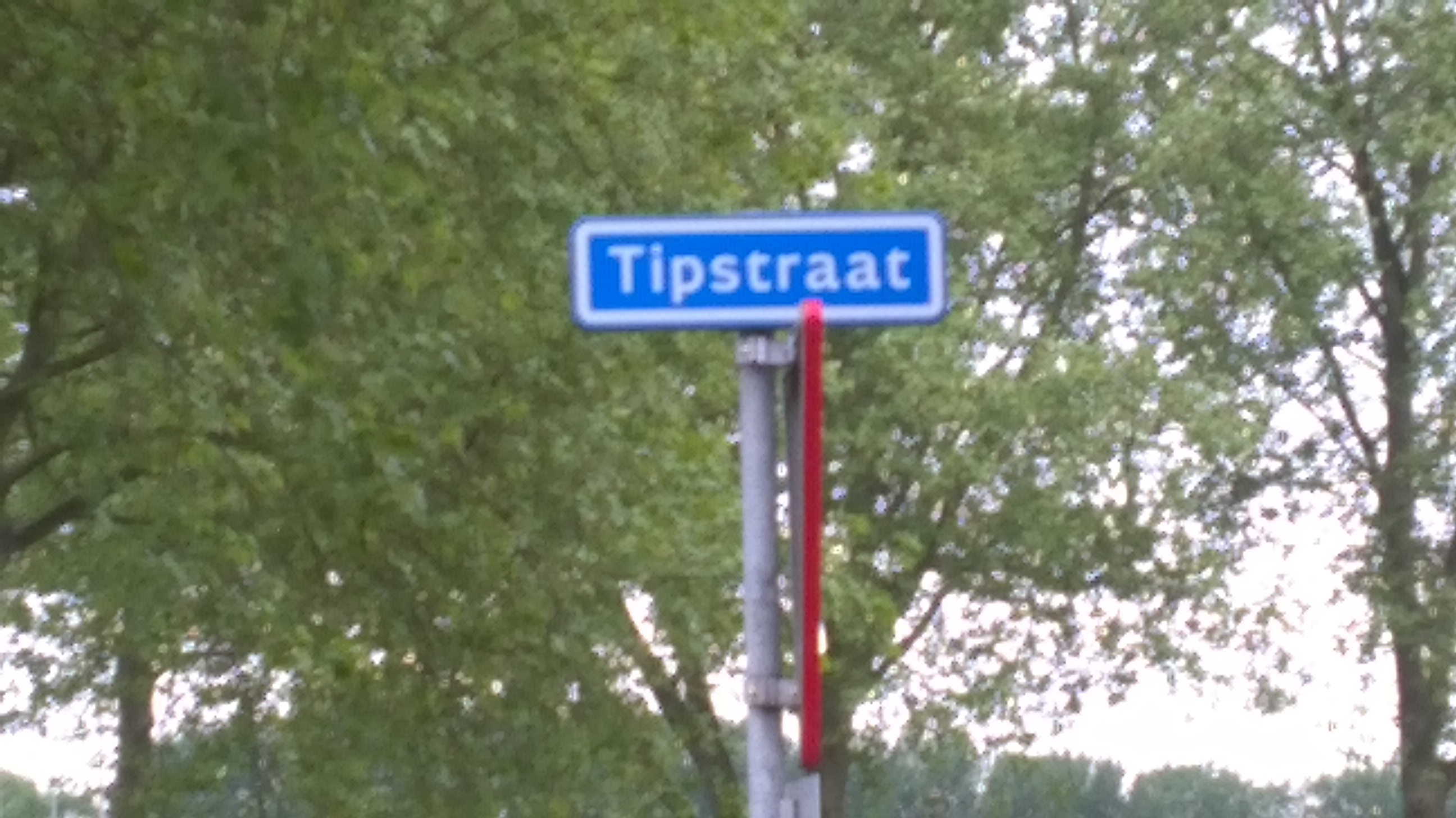
De Tipstraat in Maasbracht.

 Deze kolentip ging al binnen tien jaar uit bedrijf vanwege het gereedkomen van de twee kolentips aan de NS-Overlaadhaven aan het Julianakanaal in Born. De kolentips in Born hebben tussen 1935 en 1974 dienstgedaan. Zij laadden steenkool uit de Oostelijke Mijnstreek over op binnenvaartschepen. De steenkool werd via de spoorlijn Sittard - Born aangevoerd. De steenkool van de Staatmijnen Hendrik, Emma en Maurits werd niet in Born getipt, maar gingen via het Mijnspoor Staatsmijn Maurits - Staatsmijn Hendrik naar de Haven van Stein en die van Urmond. Eind 1949 werd in opdracht van de Nederlandse Spoorwegen een documentaire gemaakt waarin onder meer een van de twee kolentips van Born te zien is.

## Kolentips bij grootgebruikers
Gasfabrieken en elektriciteitscentrales waren grootgebruikers van steenkool. Hier werden ook kolentips gebouwd. Deze kolentips verschillen van die langs de waterkant. Bij de waterkant worden de wagons namelijk geheel geheven en moeten ze na gebruik in dezelfde richting als via de aanvoer terug. Bij de grootgebruikers ging het om het storten in de kolenbunker, werd de wagon slechts aan één kant geheven en werd de wagon doorgaans in de andere richting weggevoerd dan waarin hij was aangevoerd.